# 戈洛乌斯特诺耶市镇
戈洛乌斯特诺耶市镇（俄语：Голоустненское муниципальное образование）是俄罗斯联邦伊尔库茨克州伊尔库茨克区所属的一个市镇。其下辖有3个居民点，行政中心为小戈洛乌斯特诺耶。据2016年统计，该市镇的人口为1871人。